# 呉服神社
呉服神社（くれはじんじゃ）は、大阪府池田市室町にある神社。

## 歴史
応神天皇の時代、機織・縫製技術を得るために呉の国に派遣された阿知使主と都加使主父子が、呉王に乞い連れ帰った呉服媛（くれはとりのひめ）・穴織媛（あやはとりのひめ）・兄媛（えひめ）・弟媛（おとひめ）の4姉妹のうち、池田の地に迎えられた呉服・穴織姉妹の姉、呉服媛を猪名の港、現在の猪名川に架かる呉服橋と絹延橋の間にある唐船が淵に機殿（はたどの）を建て、迎えた。
その後、仁徳天皇76年に死去し、翌77年に仁徳天皇によって祀られたとされる。
天正7年（1579年）の織田信長と荒木村重による有岡城の戦いの戦火に巻き込まれて社殿が焼失する。その後、慶長9年（1604年）に豊臣秀頼によって本殿が再建された。
1969年（昭和44年）に拝殿が建てられている。

## 祭神
- 主祭神 - 呉服大明神、仁徳天皇

呉服神社は仁徳天皇の御代に没した呉服の祖神を祀る。その遺体を伊居太神社の梅室に、形見の三面神鏡を境内の姫室に納め、翌年神祠を建てて呉服神社とした。この出来事が、我が国の「呉服」という言葉の由来であるとされている。

## 境内
- 本殿 - 慶長9年（1604年）に豊臣秀頼により再建。
- 拝殿 - 1969年（昭和44年）再建。ステンドグラスが飾られている。
- 恵比須神社
- 稲荷社
- 天満宮
- 両皇大神社
- 祓戸神社
- 相殿社 - 祭神：市杵島姫神、大国主神、素盞嗚命、國常立神、猿田彦神
- 姫室
- 社務所
- 神門

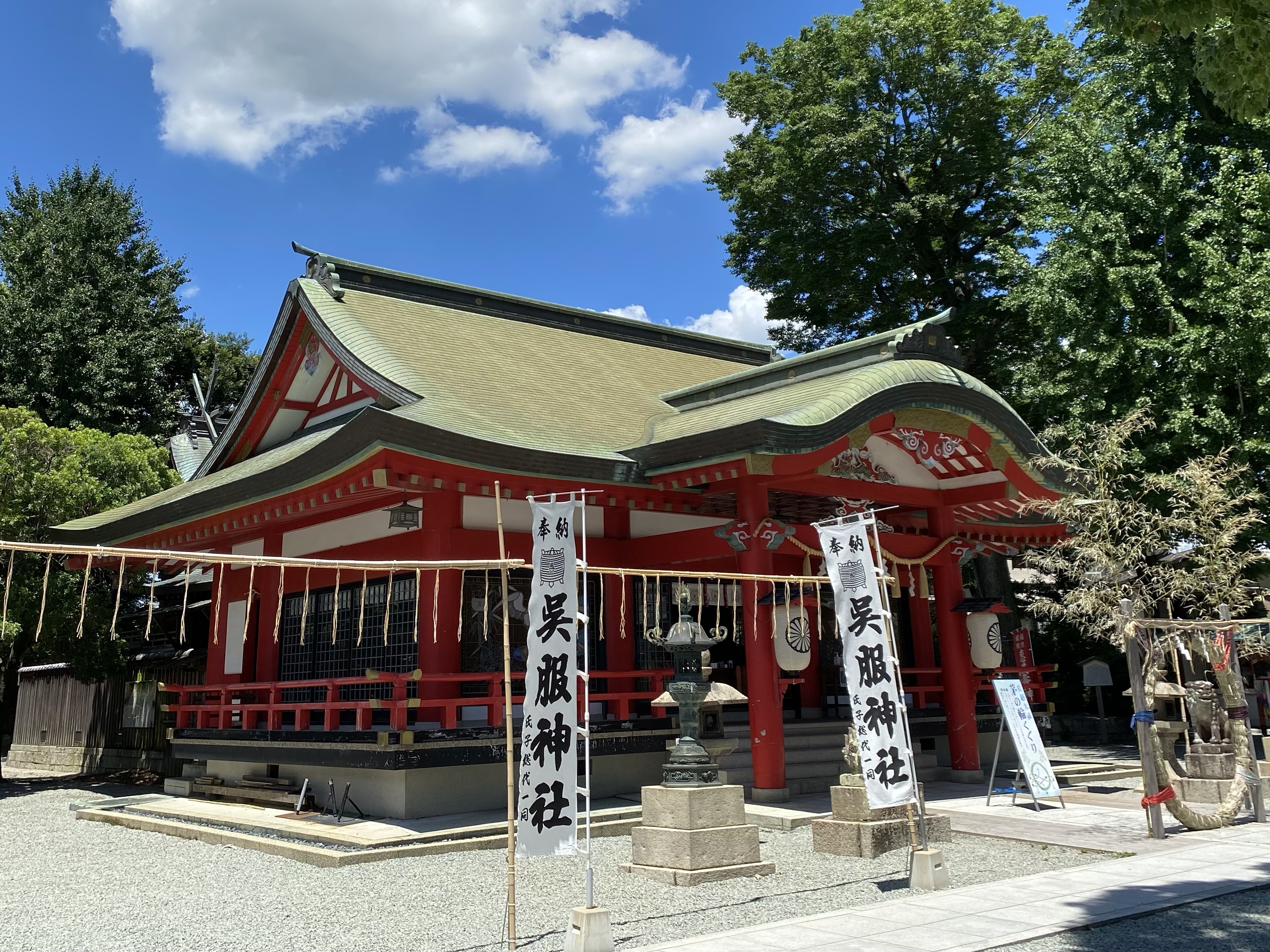
拝殿

## 文化財

### 池田市指定有形文化財
- 板絵著色（旧杉戸） 岩に波・柏に鷹・芦に鶴の図衝立（桃田伊信筆）

## 行事
- 歳旦祭（元旦から3日間）- 期間中は御神火が焚かれ、御神酒が振舞われる。
- 十日恵比寿（池田えびす）- 期間中は参道が車両通行止めとなり、多くの露店・参拝客でに賑わう。
  - 宵えびす（1月9日）
  - 本えびす（1月10日）
  - 残えびす（1月11日）
- 大祓（大晦日）

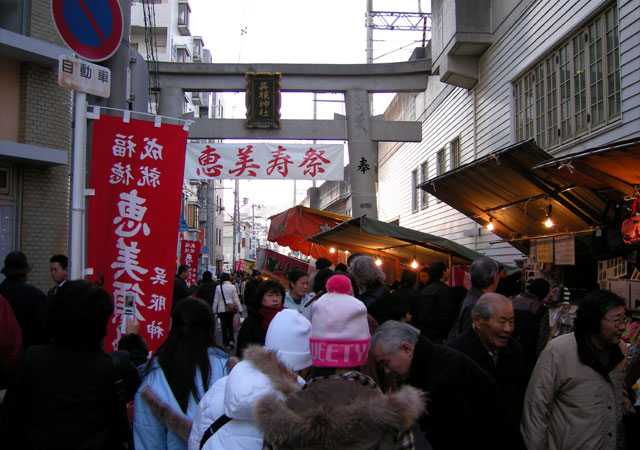
池田えびす開催中の参道
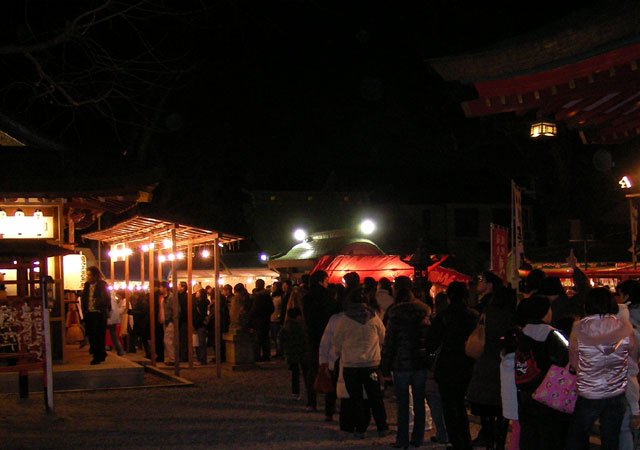
池田えびす開催中の境内

## その他
- 明治時代、現在の阪急電鉄によって周辺地域が開発され、鳥居から神社までの参道は、阪急宝塚線の高架沿い、住宅街を通る道となる。
- 「呉服媛」の他に、「呉織媛」などと表記される。
- 呉の国の「くれ」と、機織（はたおり）が「はとり」と変化し、「くれはとり」となったとされ、呉服（ごふく）の語源でもある。
- 猪名川に架かる呉服橋、池田市の呉服町、芝居小屋の呉服座（愛知県の明治村に移築）など、様々な名称の由来にもなっている。
- 穴織媛が祀られ、五月山山麓にある伊居太神社が「上の宮」とされるのに対し、呉服神社は「下の宮」とされ、互いの関係はとても深い。
- 池田駅のすぐ側にあり、知名度も高く、初詣や祭事が行われる時期には、多くの神社仏閣がある池田市の中でも屈指の参拝客で賑わう。

## 交通
- 阪急宝塚線・池田駅より徒歩3分。